# HD 92682
HD 92682，又名CP-73 758，SAO 256742、HR 4186，是一颗恒星，视星等为6.07，位于銀經294.3，銀緯-13.88，其B1900.0坐标为赤經10h 36m 54.8s，赤緯-73° -13.88′ 18″。